# NGC 714
NGC 714 este o galaxie lenticulară situată în constelația Andromeda. A fost descoperită în 28 octombrie 1850 de către Heinrich Louis d'Arrest. Se află la o distanță de 60,49 de megaparseci de Pământ.